# Fall Grün
Fall Grün ("Caso Verde") foi um plano criado pela Alemanha nazista para uma guerra contra a Checoslováquia antes da Segunda Guerra Mundial. O primeiro rascunho foi feito no final de 1937. Após modificações feitas pelo Estado-Maior da Alemanha, o plano final ficou pronto no começo de 1938 e sugeria invasão em 28 de setembro do mesmo ano. 
Algumas das seções do plano, como uso de guerra psicológica e operações paramilitares, foram postas em prática. No entanto, como a França e o Reino Unido resistiam em entrar em guerra para defesa da Checoslováquia, os dois países concordaram com a assinatura do Acordo de Munique, que permitiu à Alemanha anexar porções do território checo. Assim, o plano foi abandonado.
Mais tarde, em 15 de março de 1939, a Checoslováquia foi invadida e anexada ao Reich alemão com pouca resistência.